# ماتسومائه، هوکایدو
ماتسومائه، هوکایدو (به لاتین: Matsumae, Hokkaido) یک منطقهٔ مسکونی در ژاپن است که در Matsumae District واقع شده‌است. ماتسومائه ۲۹۳٫۱۱ کیلومترمربع مساحت و ۹٬۵۶۸ نفر جمعیت دارد.